# Kindertransport

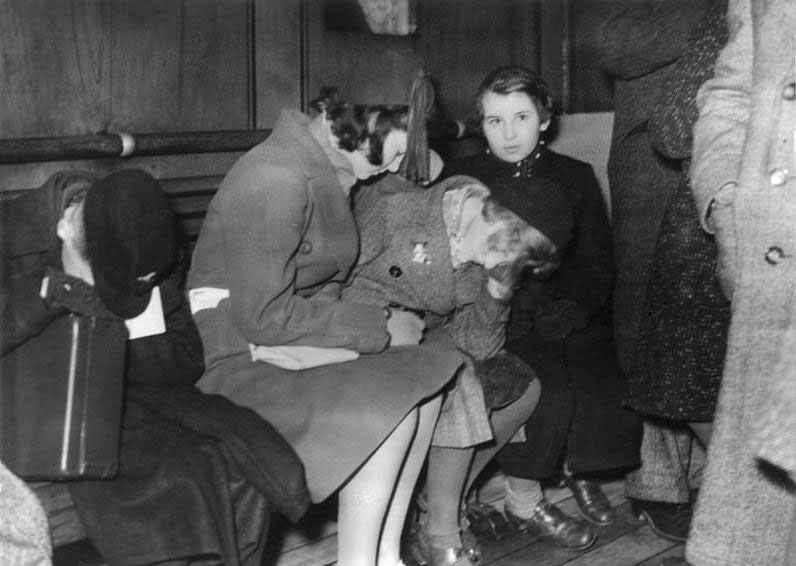
Il primo gruppo di bambini giunti in Inghilterra nel dicembre 1938

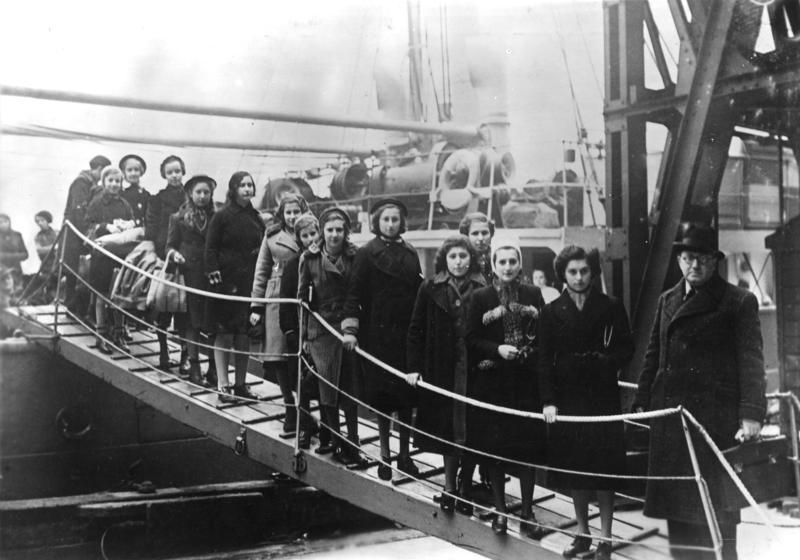
Arrivo di bambini rifugiati ebrei in Inghilterra nel febbraio 1939

Kindertransport fu il nome dato ad un'iniziativa che si svolse tra il dicembre 1938 e il maggio 1940: il Regno Unito accolse quasi 10 000 minori non accompagnati, prevalentemente ebrei, provenienti dalla Germania nazista e dai territori occupati di Austria, Cecoslovacchia e Danzica, sistemandoli presso famiglie affidatarie, ostelli e fattorie.

## L'ideazione del programma
Dopo che la notte dei cristalli tra il 9 e il 10 novembre 1938 aveva visto lo scatenarsi del primo pogrom su larga scala contro la popolazione ebraica del Terzo Reich, l'opinione pubblica mondiale s'interessò alle sorti delle minoranze ebraiche tedesche, austriache e cecoslovacche e soprattutto a quella dei bambini. Già il 15 novembre, una delegazione di leader britannici, ebrei e quaccheri, fece appello, di persona, al Primo ministro del Regno Unito, Neville Chamberlain, perché si avviasse con urgenza un programma di soccorso per i bambini, finanziato da organizzazioni umanitarie e religiose. Il 18 novembre 1938, la Camera dei Comuni discusse l'argomento e approvò il programma, affidato a Norbert Wollheim. Il Regno Unito decise di rimuovere i controlli sull'immigrazione dai paesi interessati per i bambini, che non erano in grado di influenzare il delicato mercato del lavoro.
Si fece anche un tentativo di estendere il programma agli Stati Uniti d'America: lo stesso Wollheim scrisse a molti senatori statunitensi, ma il Congresso rifiutò esplicitamente ogni cooperazione con una dichiarazione formale, affermando che ospitare i bambini senza i genitori sarebbe stato contro le leggi di Dio.
L'accoglimento dei bambini in Gran Bretagna richiedeva di reperire per ogni bambino una famiglia disposta ad accoglierlo. Le organizzazioni umanitarie promotrici del progetto s'impegnarono a trovare case per tutti i bambini e a finanziare le spese di viaggio e di soggiorno sicché nessuno dei rifugiati diventasse un onere finanziario per il pubblico. Per ogni bambino si doveva inoltre versare una somma di 50 sterline (equivalenti a circa 4200 sterline nel 2024) a garanzia del futuro ritorno in patria, poiché era inteso che i bambini sarebbero rimasti nel paese solo temporaneamente.

## L'inizio delle operazioni
Per gestire l'iniziativa si dette vita ad un organismo di coordinamento, il cosiddetto "Movimento dei bambini rifugiati" (RCM), formato per lo più da volontari.
Nonostante l'aperta opposizione di alcuni gruppi di estrema destra, in primo luogo l'Unione Britannica dei Fascisti diretta da Oswald Mosley, il programma si mise in moto con grande determinazione e rapidità. Già il 25 novembre, la BBC trasmise un appello radiofonico ai cittadini britannici perché offrissero ospitalità ai bambini, raccogliendo in pochi giorni oltre 500 adesioni. Non ci fu tempo per esaminare troppo attentamente i motivi e il carattere delle famiglie: bastava che le case apparissero pulite e le famiglie sembrassero rispettabili.
Al tempo stesso si inviarono rappresentanti in Germania e Austria per stabilire i sistemi per la scelta, l'organizzazione e il trasporto dei bambini. I genitori delle zone interessate al programma iniziarono ad iscrivervi i propri figli. Furono favoriti i bambini orfani o con problemi economici o figli di perseguitati politici, ma nei trasporti furono inclusi anche bambini di famiglie benestanti.
Il regime nazista non ostacolò il programma, ma stabilì che ogni bambino avrebbe potuto portare con sé solamente una valigia, un bagaglio a mano e 10 marchi, proibendo l'esportazione di oggetti di valore. Alla partenza i bambini ricevettero ciascuno un cartellino con un numero su un lato e il loro nome sul retro da portare la collo; talora fu rilasciata loro anche una carta d'identità numerata con foto.
Il viaggio portava i bambini nei Paesi Bassi, dopo i controlli delle polizie di frontiera: quello tedesco rivolto in particolare ad impedire l'esportazione di beni non permessi. Dopo il confine i treni erano attesi da gruppi di donne che offrivano cioccolata e dolciumi. Il treno arrivava sino a Hoek van Holland, presso Rotterdam, da dove il viaggio proseguiva per mare per oltre 200 km, con condizioni spesso non buone a causa della stagione invernale, fino ad Harwich, e quindi con un altro treno fino alla stazione londinese di Liverpool Street dove le famiglie affidatarie venivano a prendere i bambini.

## I viaggi

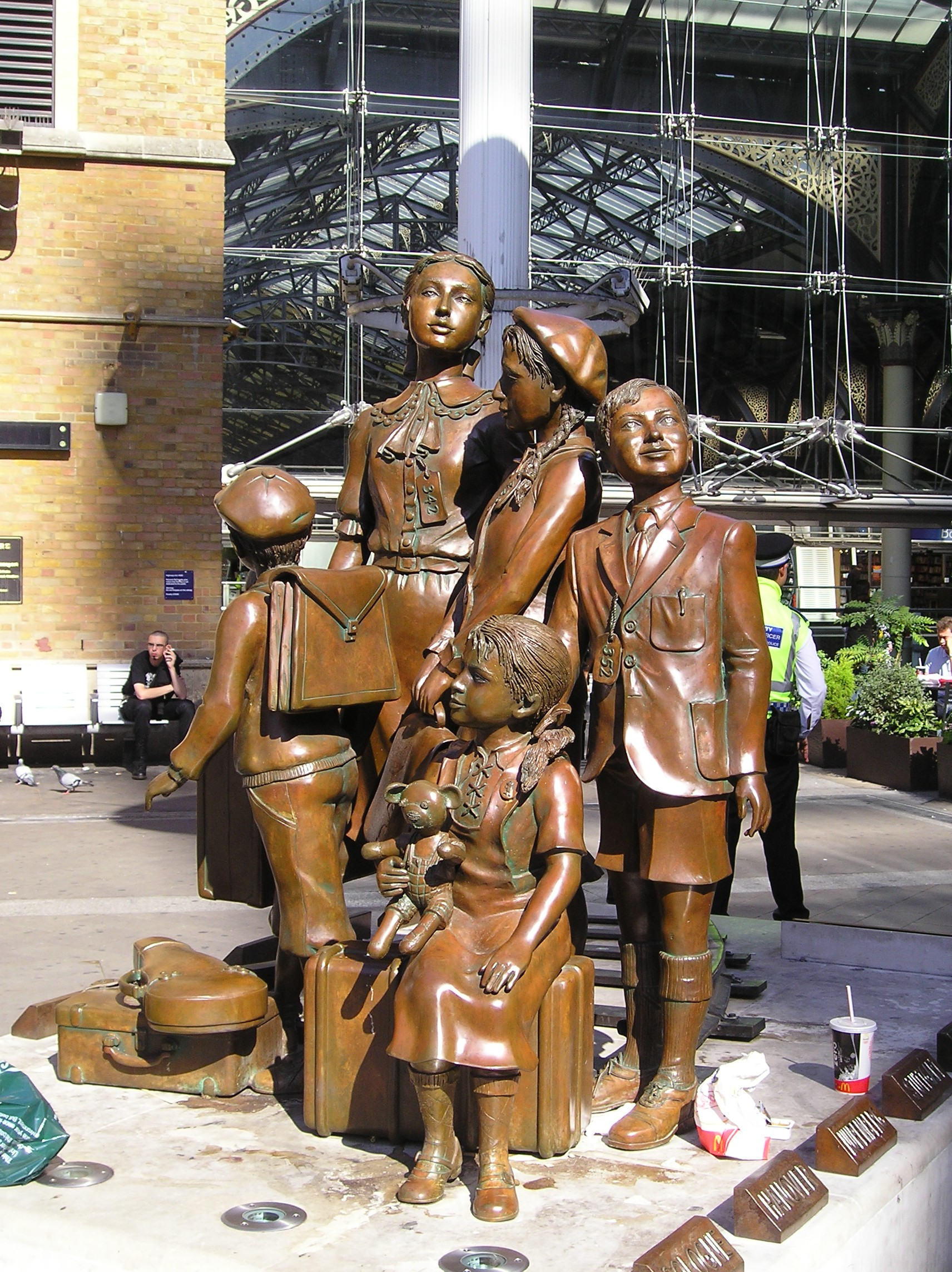
Il Frank Meisler Kindertransport Memorial si trova al di fuori della stazione di Liverpool Street.

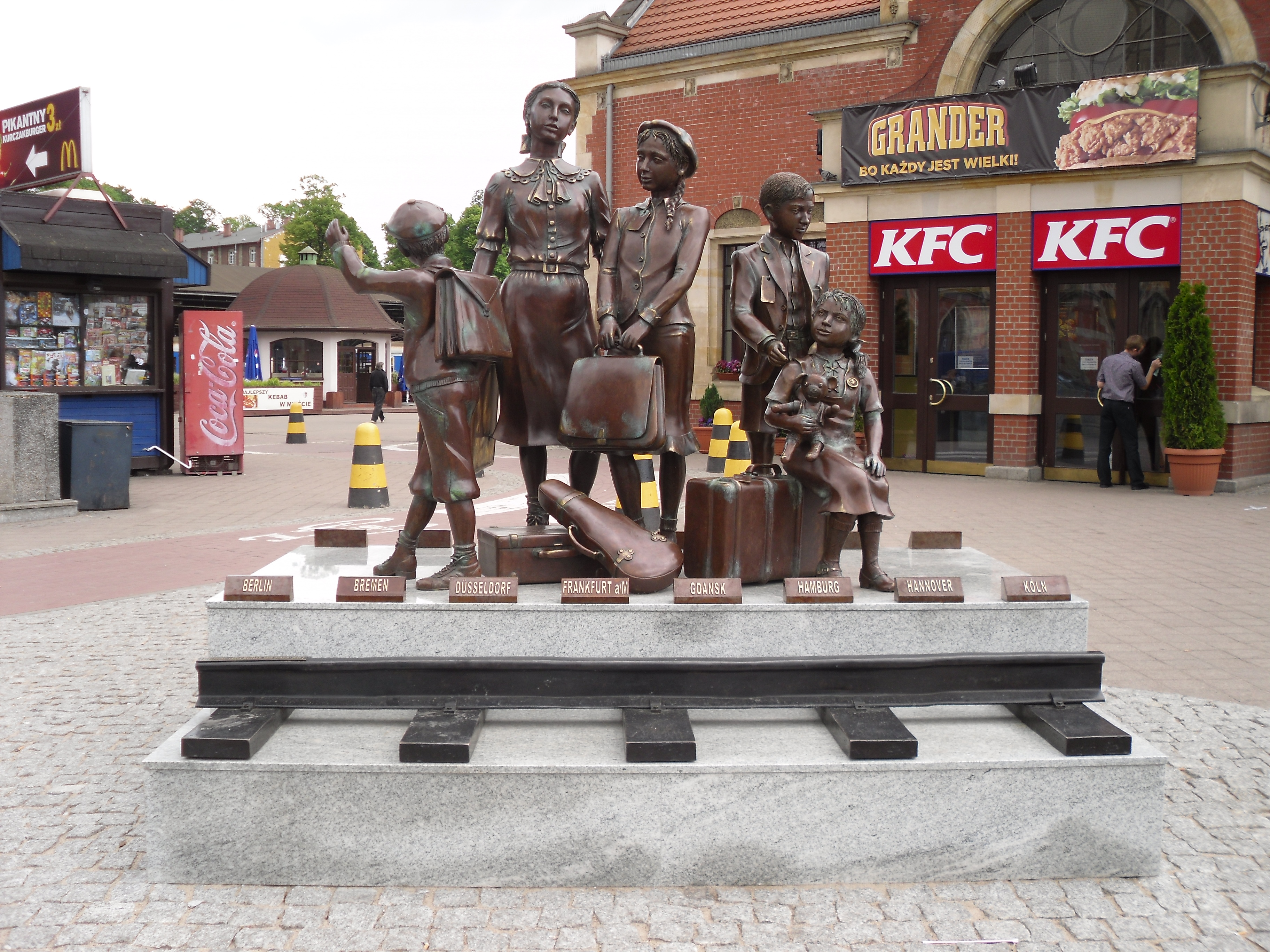
Il Frank Meisler Kindertransport Memorial si trova davanti alla stazione di Gdańsk Główny, Danzica, Polonia.

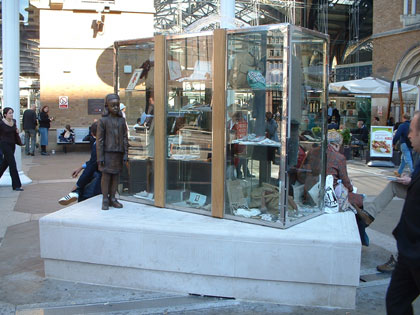
Il Flor Kent Kindertransport Memoriale presentato da Nicholas Winton nel 2003 al di fuori della stazione di Liverpool Street.

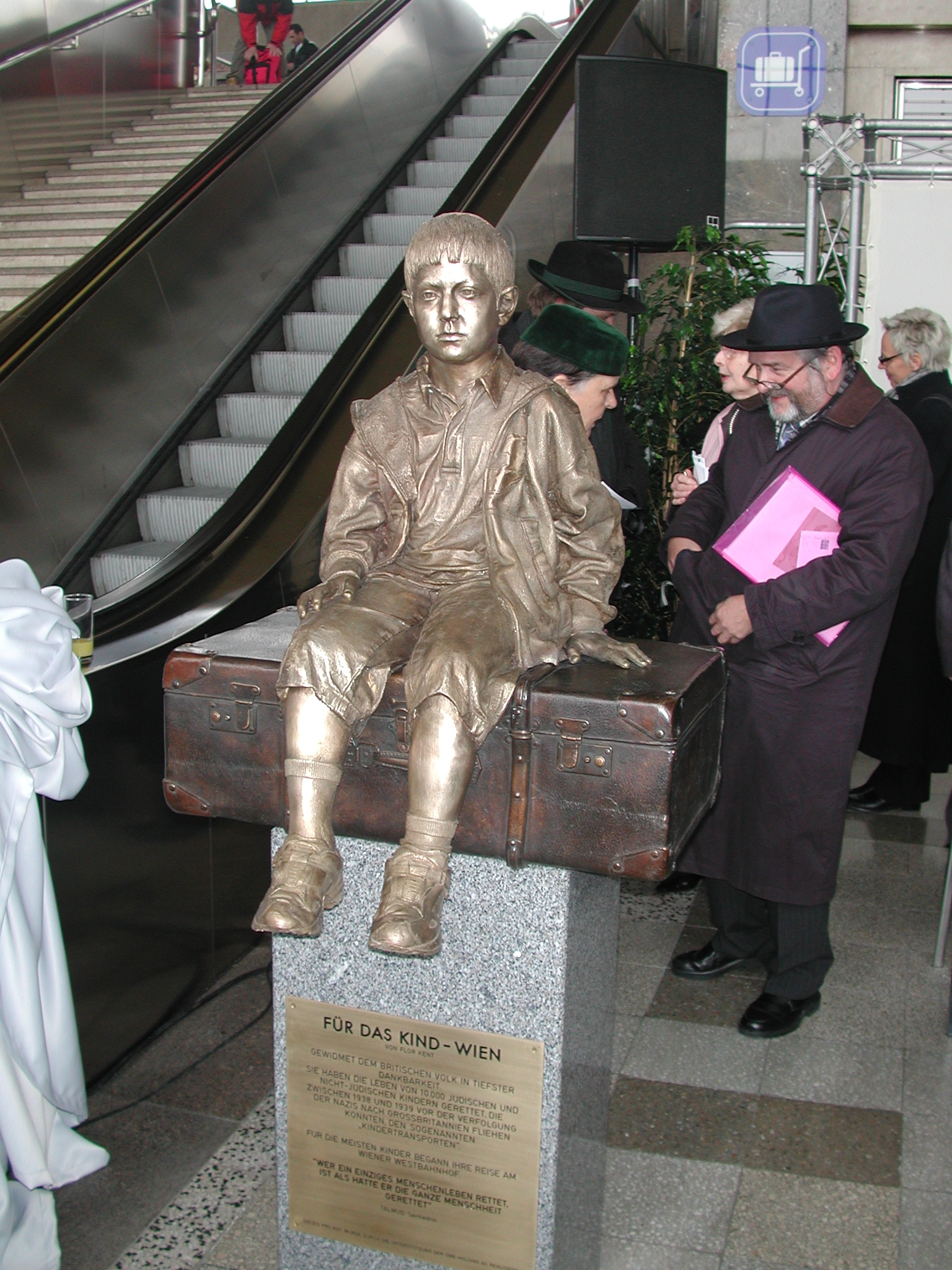
Für Das Kind
Vienna, stazione Westbahnhof 2008, un tributo al popolo britannico, che ha salvato le vite di migliaia di bambini dal terrore nazista attraverso il Kindertransports.

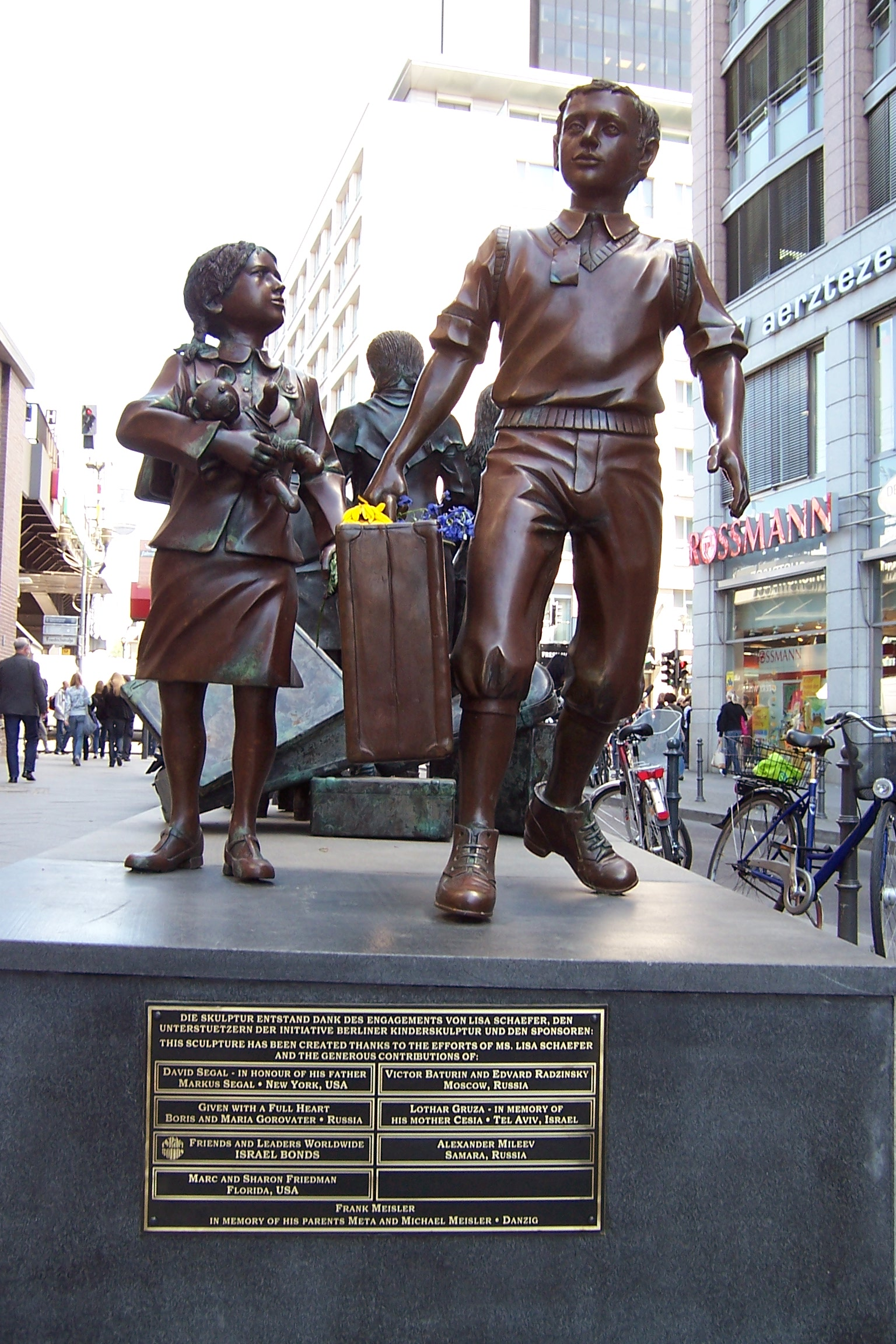
Vicino alla stazione Friedrichstraße, Berlino

Il primo gruppo di piccoli profughi arrivò ad Harwich da Berlino il 2 dicembre 1938, tre settimane dopo la Kristallnacht. Ne facevano parte 196 bambini provenienti da un orfanotrofio berlinese distrutto nella notte dei cristalli. Nei mesi seguenti quasi 10.000 minori non accompagnati, principalmente ebrei, giunsero in Inghilterra con un ritmo che prima dello scoppio della seconda guerra mondiale fu di circa trecento bambini a settimana. Il numero dei rifugiati era talmente alto che con il passare del tempo risultò sempre più difficile rintracciare famiglie disposte in tempo utile. Furono così velocemente allestiti dei centri di accoglienza temporanea, in zone precedentemente occupate da campi estivi. In questi centri di accoglienza giungevano, ogni fine settimana, gruppi di persone, famiglie, che venivano a scegliere e a portar via i bambini.
Inizialmente i bambini provenivano principalmente dalla Germania e dall'Austria. Dal 15 marzo 1939, con l'occupazione tedesca della Cecoslovacchia, numerosi trasporti furono organizzati in tutta fretta da Praga (alcuni anche in aereo), grazie all'impegno di un gruppo di volontari guidati da Nicholas Winton. Tra il febbraio e l'agosto 1939 furono organizzati treni anche dalla Polonia.
L'inizio della guerra, il 1º settembre 1939, pose fine alle partenze dalle zone occupate dei tedeschi, ma alcuni trasporti continuarono dai Paesi Bassi e dalla Francia non ancora occupate. Gli ultimi 74 bambini giunsero da Rotterdam il 14 maggio 1940 a bordo di una nave salpata solo poche ore prima dell'occupazione della città da parte delle truppe tedesche.

## L'integrazione dei bambini
Nessuno dei minori giunse nel Regno Unito accompagnato da un familiare. Durante il viaggio i bambini più piccoli furono affidati alle cure dei più grandi del gruppo. Solo un numero esiguo di minori trovò sistemazione presso parenti, amici o conoscenti, che già risiedevano in Gran Bretagna. Nella stragrande maggioranza dei casi i bambini furono consegnati a perfetti sconosciuti che si erano offerti di prendersene cura, senza ricevere alcun compenso. Nonostante i pochi controlli, i casi di abuso furono molto limitati. Più frequentemente si evidenziarono problemi di integrazione, dovuti alle differenze di lingua, di cultura e spesso di classe sociale, che in alcuni casi portarono alla revoca dell'affidamento e all'affidamento ad altre famiglie.
I bambini rimasero in contatto con le famiglie d'origine tramite le poste tedesche e inglesi fino allo scoppio della guerra nel settembre del 1939. In seguito i contatti vennero mantenuti con cartoline recapitate dalla Croce Rossa Internazionale, fino a quando nella maggior parte dei casi cessarono del tutto.
Con lo scoppio della guerra, paradossalmente, circa un migliaio dei ragazzi più grandi giunti con il Kindertrasport, ormai cresciuti, furono internati come "enemy aliens" sull'isola di Man, in Canada o Australia. Molti di loro entrarono a far parte dei corpi militari istituiti con profughi tedeschi e austriaci e alcune ragazze divennero infermiere o servirono come ausiliarie. A causa dei pericoli dei bombardamenti i bambini più piccoli furono trasferiti dalle città nelle campagne, al pari di quanto avvenne ai loro coetanei inglesi.
Dopo la fine della guerra, trascorsi sette anni dall'arrivo, i bambini cercarono notizie sui propri genitori e parenti, con cui avevano perduto ogni contatto. Nella stragrande maggioranza dei casi le loro famiglie di origine erano state sterminate nella Shoah. Molti dei bambini rimasero in Gran Bretagna, altri emigrarono in Israele, Stati Uniti o Australia.

## I bambini del Kindertransport
Tra i bambini del Kindertransport si contano personaggi divenuti celebri nella loro professione, inclusi due premi Nobel: 
- Frank Auerbach (Germania), pittore britannico
- Walter Feit (Austria), matematico statunitense
- Heini Halberstam (Cecoslovacchia), matematico britannico
- Eva Hesse (Germania), artista statunitense
- Walter Kohn (Austria), fisico statunitense e Premio Nobel per la chimica
- Gustav Metzger (Germania), artista britannico
- Arno Penzias (Germania), fisico statunitense e Premio Nobel per la fisica
- Karel Reisz (Cecoslovacchia), regista cinematografico britannico
- Wolfgang Rindler (Austria), fisico britannico

## La memoria
Una serie di sculture in bronzo a grandezza naturale rappresentanti i bambini del Kindertransport sono stati collocati lungo la rotta dei treni presso le stazioni ferroviarie di Londra Liverpool Street (2006), Berlino Friedrichstraße (2008), Vienna Ovest (2008), Danzica Centrale (2009), Hoek van Holland-Rotterdam (2011) e di Amburgo Dammtor (2015). Le sculture sono opera dell'artista israeliano Frank Meisler, originario di Danzica e cresciuto in Inghilterra, egli stesso salvatosi grazie al Kindertransport.

## Filmografia
- My Knees Were Jumping: Remembering the Kindertransports (1996)
- All My Loved Ones, regia di Matej Mináč (1999)
- La fuga degli angeli - Storie del Kindertransport (Into the Arms of Strangers: Stories of the Kindertransport), documentario, regia di Mark Jonathan Harris (2000)
- The Children Who Cheated the Nazis, documentario, regia di Sue Read (2000)
- The Power of Good: Nicholas Winton, documentario, regia di Matej Mináč (2002)
- The Kindertransport Story, documentario, regia di Lindsay Hill (2009)
- Nicky's Family (Nickyho rodina), film, regia di Matej Mináč (2011)
- One Life, regia di James Hawes (2023)

### Libri di memorie
- Ruth L. David, Ein Kind unserer Zeit (Frankfurt am Main: dipa-Verl., 1996). / Ed.in. Child of Our Time: A Young Girl's Flight from the Holocaust (London: Tauris, 2002).
- Edith Milton, The Tiger in the Attic: Memories of the Kindertransport and Growing Up English (Chicago: University of Chicago Press, 2005).